# Marie Pavlovna Ruská
Marie Pavlovna Romanovová (16. února 1786 – 23. června 1859) byla dcerou ruského cara Pavla I. a Žofie Doroty Württemberské. Sňatkem s Karlem Fridrichem Sasko-Výmarsko-Eisenašským se stala velkovévodkyní.

## Život
Marie se narodila 16. února 1786 v Petrohradu se narodila jako třetí dcera/páté dítě ruského cara Pavla I. a jeho druhé manželky, carevny Marie Fjodorovny, rozené württemberské princezny Sofie Dorotey. Vyrůstala v otcových přepychových palácích Pavlovsk a Gatčina.
Měla několik sourozenců:
- Alexandr I. Pavlovič
- Konstantin Pavlovič
- Alexandra Pavlovna
- Jelena Pavlovna
- Kateřina Pavlovna
- Olga Pavlovna
- Anna Pavlovna Ruská
- Mikuláš I. Pavlovič
- Michail Pavlovič Ruský

V dětství nebyla považována za krásnou: její obličej byl znetvořen v důsledku průkopnického používání vakcíny proti neštovicím. Její babička, Kateřina II. Veliká, obdivovala její předčasný pianistický talent, prohlásila však, že by bylo bývalo lepší, kdyby se narodila jako chlapec. Jejím učitelem hudby byl italský skladatel a dirigent u ruského dvora, Giuseppe Sarti. Od roku 1798 jím byl Ludwig-Wilhelm Tepper de Ferguson. V roce 1796 Mariina babička zemřela a její otec se stal novým ruským carem Pavlem I.

## Manželství
3. srpna 1804 se provdala za Karla Fridricha Sasko-Výmarsko-Eisenašského. Pár zůstal devět měsíců v Petrohradu, než odešel do Výmaru. Tam byla Marie přivítána velkými slavnostmi.

### Děti
Marie a Karel spolu měli čtyři děti:
- 1. Pavel Alexandr Karel Konstantin Fridrich August Sasko-Výmarsko-Eisenašský (25. 9. 1805 Výmar – 10. 4. 1806 tamtéž)
- 2. Marie Sasko-Výmarsko-Eisenašská (3. 2. 1808 Výmar – 18. 1. 1877 Berlín), ⚭ 1827 princ Karel Pruský (29. června 1801 – 21. ledna 1883)
  - ⚭ 1827 Karel Pruský (29. 6. 1801 Berlín – 21. 1. 1883 tamtéž), pruský princ, první velmistr Řádu johanitů (braniborské bailivy) po obnovení řádu
- 3. Augusta Sasko-Výmarská (30. 9. 1811 Výmar – 7. 1. 1890 Berlín)
  - ⚭ 1829 Vilém I. Pruský (22. 3. 1797 Berlín – 9. 3. 1888 tamtéž), pruský král (1861–1888) a první německý císař (1871–1888)
- 4. Karel Alexandr Sasko-Výmarsko-Eisenašský (24. 6. 1818 Výmar – 5. 1. 1901 tamtéž), velkovévoda sasko-výmarsko-eisenašský od roku 1853 až do své smrti
  - ⚭ 1842 princezna Žofie Oranžsko-Nasavská (8. 4. 1824 Haag – 23. 3. 1897 Výmar)

Po smrti velkovévody Karla Fridricha v roce 1853 se stáhla z veřejného života.
Její poslední výlet do Ruska byl na korunovaci jejího synovce Alexandra II. v roce 1855.

## Patronka umění a vědy
Marie se zajímala o umění a vědu. Byla patronkou vědy, umění a sociální péče. Udržovala celoživotní korespondenci s Vasilijem Andrejevičem Žukovským a Schiller jí věnoval jednu ze svých posledních básní. Navštěvovala deset kurzů na universitě v Jeně.

## Vývod z předků
|                      |                                       |  |                                           |                                                 |  |  |  |  |  |  |  | Fridrich IV. Holštýnsko-Gottorpský |
|                      |                                       |  |                                           |                                                 |  |  |  |  |  |  |  |                                    |
|                      | Karel Fridrich Holštýnsko-Gottorpský  |  |                                           |                                                 |  |  |  |  |  |  |  |                                    |
|                      |                                       |  |                                           |                                                 |  |  |  |  |  |  |  |                                    |
|                      |                                       |  |                                           | Hedvika Žofie Švédská                           |  |  |  |  |  |  |  |                                    |
|                      |                                       |  |                                           |                                                 |  |  |  |  |  |  |  |                                    |
|                      | Petr III. Ruský                       |  |                                           |                                                 |  |  |  |  |  |  |  |                                    |
|                      |                                       |  |                                           |                                                 |  |  |  |  |  |  |  |                                    |
|                      |                                       |  |                                           | Petr I. Veliký                                  |  |  |  |  |  |  |  |                                    |
|                      |                                       |  |                                           |                                                 |  |  |  |  |  |  |  |                                    |
|                      | Anna Petrovna Ruská                   |  |                                           |                                                 |  |  |  |  |  |  |  |                                    |
|                      |                                       |  |                                           |                                                 |  |  |  |  |  |  |  |                                    |
|                      |                                       |  |                                           | Kateřina I. Ruská                               |  |  |  |  |  |  |  |                                    |
|                      |                                       |  |                                           |                                                 |  |  |  |  |  |  |  |                                    |
|                      | Pavel I. Ruský                        |  |                                           |                                                 |  |  |  |  |  |  |  |                                    |
|                      |                                       |  |                                           |                                                 |  |  |  |  |  |  |  |                                    |
|                      |                                       |  |                                           | Jan Ludvík I. Anhaltsko-Dornburský              |  |  |  |  |  |  |  |                                    |
|                      |                                       |  |                                           |                                                 |  |  |  |  |  |  |  |                                    |
|                      | Kristián August Anhaltsko-Zerbstský   |  |                                           |                                                 |  |  |  |  |  |  |  |                                    |
|                      |                                       |  |                                           |                                                 |  |  |  |  |  |  |  |                                    |
|                      |                                       |  |                                           | Christine Eleonore von Zeutsch                  |  |  |  |  |  |  |  |                                    |
|                      |                                       |  |                                           |                                                 |  |  |  |  |  |  |  |                                    |
|                      | Kateřina II. Veliká                   |  |                                           |                                                 |  |  |  |  |  |  |  |                                    |
|                      |                                       |  |                                           |                                                 |  |  |  |  |  |  |  |                                    |
|                      |                                       |  |                                           | Kristián August Šlesvicko-Holštýnsko-Gottorpský |  |  |  |  |  |  |  |                                    |
|                      |                                       |  |                                           |                                                 |  |  |  |  |  |  |  |                                    |
|                      | Johanna Alžběta Holštýnsko-Gottorpská |  |                                           |                                                 |  |  |  |  |  |  |  |                                    |
|                      |                                       |  |                                           |                                                 |  |  |  |  |  |  |  |                                    |
|                      |                                       |  |                                           | Albertina Frederika Bádensko-Durlašská          |  |  |  |  |  |  |  |                                    |
|                      |                                       |  |                                           |                                                 |  |  |  |  |  |  |  |                                    |
| Marie Pavlovna Ruská |                                       |  |                                           |                                                 |  |  |  |  |  |  |  |                                    |
|                      |                                       |  |                                           |                                                 |  |  |  |  |  |  |  |                                    |
|                      |                                       |  | Fridrich Karel Württembersko-Winnentalský |                                                 |  |  |  |  |  |  |  |                                    |
|                      |                                       |  |                                           |                                                 |  |  |  |  |  |  |  |                                    |
|                      | Karel Alexandr Württemberský          |  |                                           |                                                 |  |  |  |  |  |  |  |                                    |
|                      |                                       |  |                                           |                                                 |  |  |  |  |  |  |  |                                    |
|                      |                                       |  |                                           | Eleonora Juliana Braniborsko-Ansbašská          |  |  |  |  |  |  |  |                                    |
|                      |                                       |  |                                           |                                                 |  |  |  |  |  |  |  |                                    |
|                      | Fridrich II. Evžen Württemberský      |  |                                           |                                                 |  |  |  |  |  |  |  |                                    |
|                      |                                       |  |                                           |                                                 |  |  |  |  |  |  |  |                                    |
|                      |                                       |  |                                           | Anselm František, 2. kníže z Thurn-Taxisu       |  |  |  |  |  |  |  |                                    |
|                      |                                       |  |                                           |                                                 |  |  |  |  |  |  |  |                                    |
|                      | Marie Augusta z Thurn-Taxisu          |  |                                           |                                                 |  |  |  |  |  |  |  |                                    |
|                      |                                       |  |                                           |                                                 |  |  |  |  |  |  |  |                                    |
|                      |                                       |  |                                           | Marie Ludovika Anna z Lobkowicz                 |  |  |  |  |  |  |  |                                    |
|                      |                                       |  |                                           |                                                 |  |  |  |  |  |  |  |                                    |
|                      | Žofie Dorotea Württemberská           |  |                                           |                                                 |  |  |  |  |  |  |  |                                    |
|                      |                                       |  |                                           |                                                 |  |  |  |  |  |  |  |                                    |
|                      |                                       |  |                                           | Filip Vilém Braniborsko-Schwedtský              |  |  |  |  |  |  |  |                                    |
|                      |                                       |  |                                           |                                                 |  |  |  |  |  |  |  |                                    |
|                      | Fridrich Vilém Braniborsko-Schwedtský |  |                                           |                                                 |  |  |  |  |  |  |  |                                    |
|                      |                                       |  |                                           |                                                 |  |  |  |  |  |  |  |                                    |
|                      |                                       |  |                                           | Johana Šarlota Anhaltsko-Desavská               |  |  |  |  |  |  |  |                                    |
|                      |                                       |  |                                           |                                                 |  |  |  |  |  |  |  |                                    |
|                      | Bedřiška Braniborsko-Schwedtská       |  |                                           |                                                 |  |  |  |  |  |  |  |                                    |
|                      |                                       |  |                                           |                                                 |  |  |  |  |  |  |  |                                    |
|                      |                                       |  |                                           | Fridrich Vilém I. Pruský                        |  |  |  |  |  |  |  |                                    |
|                      |                                       |  |                                           |                                                 |  |  |  |  |  |  |  |                                    |
|                      | Žofie Dorota Pruská                   |  |                                           |                                                 |  |  |  |  |  |  |  |                                    |
|                      |                                       |  |                                           |                                                 |  |  |  |  |  |  |  |                                    |
|                      |                                       |  |                                           | Žofie Dorotea Hannoverská                       |  |  |  |  |  |  |  |                                    |
|                      |                                       |  |                                           |                                                 |  |  |  |  |  |  |  |                                    |